# 玩火的女孩
《玩火的女孩》（瑞典語：Flickan som lekte med elden、英語：The Girl Who Played with Fire，書名原意同為「玩火的女孩」）是暢銷小說千禧年三部曲的第二部，作者是史迪格·拉森，於2006年出版。2009年被改編成瑞典语的同名電影。

## 故事簡介
莎蘭德在溫納斯壯事件後離開了瑞典一年，期間一直音訊全無。回到瑞典後旋即捲入兩宗兇殺案，莎蘭德的監護人及千禧報的一名特約記者被殺，在兇案現場都找到莎蘭德的指紋，因此她被全國通緝。布隆維斯特認為所有事件都與一名叫扎拉千科的人有關，他發現此人是前蘇聯間諜，受到瑞典政府的特別保護，更令人震驚的是這人正是莎蘭德的父親，莎蘭德去找被殺的監護人及記者，就是要尋找扎拉千科的下落，然後將他殺掉。最終莎蘭德找到扎拉千科，兩人互相攻擊......。

## 主要人物
- 莉絲·莎蘭德——行为怪异的女孩，顶级黑客
- 麦可·布隆维斯特——《千禧年》月刊合伙人 记者 外号“小侦探”
- 爱莉卡·贝叶——千禧年杂志合伙人 总编 布隆维斯特情人 45岁
- 海莉·范耶尔——千禧年杂志合伙人 范耶尔集团董事长
- 德拉根·阿曼斯基——米尔顿安保公司ceo 萨兰德是其前雇员
- 达格·史文森——自由作家 其一本关于非法性交易的著作将由千禧年杂志社出版
- 米亚·约翰森——犯罪学家 两性议题的学者 达格女友
- 罗纳德·尼德曼——德国人 金发 札拉千科手下杀手
- 米莉安·吴——斯德哥尔摩社会学学生，萨兰德情人 31岁
- 卡尔马纽斯·蓝订——硫磺湖摩托车俱乐部会长 外号“马哥” 36岁 暗地里从事毒品交易
- 李察·埃克斯壮——斯德哥尔摩检察官 达格、米亚案件的主要负责人 42岁
- 杨·包柏蓝斯基——刑事巡官 达格、米亚案件的调查团队组长 52岁
- 桑妮雅·朱迪——刑事警察 达格、米亚案件的调查团队成员 39岁
- 叶尔凯·霍姆柏——犯罪现场调查员 达格、米亚案件的调查团队成员 55岁
- 库特·安德森——刑事警察 达格、米亚案件的调查团队成员 38岁
- 汉斯·法斯特——刑事警察 达格、米亚案件的调查团队成员 47岁
- 玛琳·艾瑞森——千禧年杂志编辑秘书
- 克里斯特·毛姆——千禧年杂志合伙人兼美术指导
- 莫妮卡·尼尔森——千禧年杂志采访记者
- 罗塔·卡林姆——千禧年杂志兼职记者
- 亨利·科特兹——千禧年杂志兼职记者
- 葛雷格·贝克曼——艺术史教授 艺术家 多家建筑事务所顾问 爱莉卡的丈夫
- 古纳·比约克——国安局移民组副组长 62岁
- 尼斯·艾瑞克·毕尔曼——萨兰德监护律师
- 亚历山大·札拉千科—— 前苏联军队最高指挥部情报单位GRU特工 叛逃后投奔瑞典政府
- 霍尔格·潘格兰——萨兰德前任监护律师 中风住院
- 保罗·罗贝尔——前拳王 十年前训练过萨兰德三年时间的拳击教练
- 阿格尼塔·苏菲亚·萨兰德——萨兰德母亲 已去世
- 卡米拉·萨兰德——萨兰德同胞姐妹
- 李察·福布斯——美国南奥斯丁长老教会牧师 42岁 杰拉尔丁·奈特的丈夫
- 杰拉尔丁·奈特——农场主之女，继承遗产四千万美元，福布斯的妻子
- 乔治·布兰——萨兰德在格林纳达的情人
- 杰瑞米·麦米伦——直布罗陀麦米伦-马克斯律师事务所合伙人，其名下某家邮政信箱公司的账户管理着萨兰德从温纳斯壮盗取的巨额财富。
- 瘟疫——电脑黑客，宅男

## 改編電影
- 玩火的女孩 (電影)，2009年